# Franz Leopold Koch

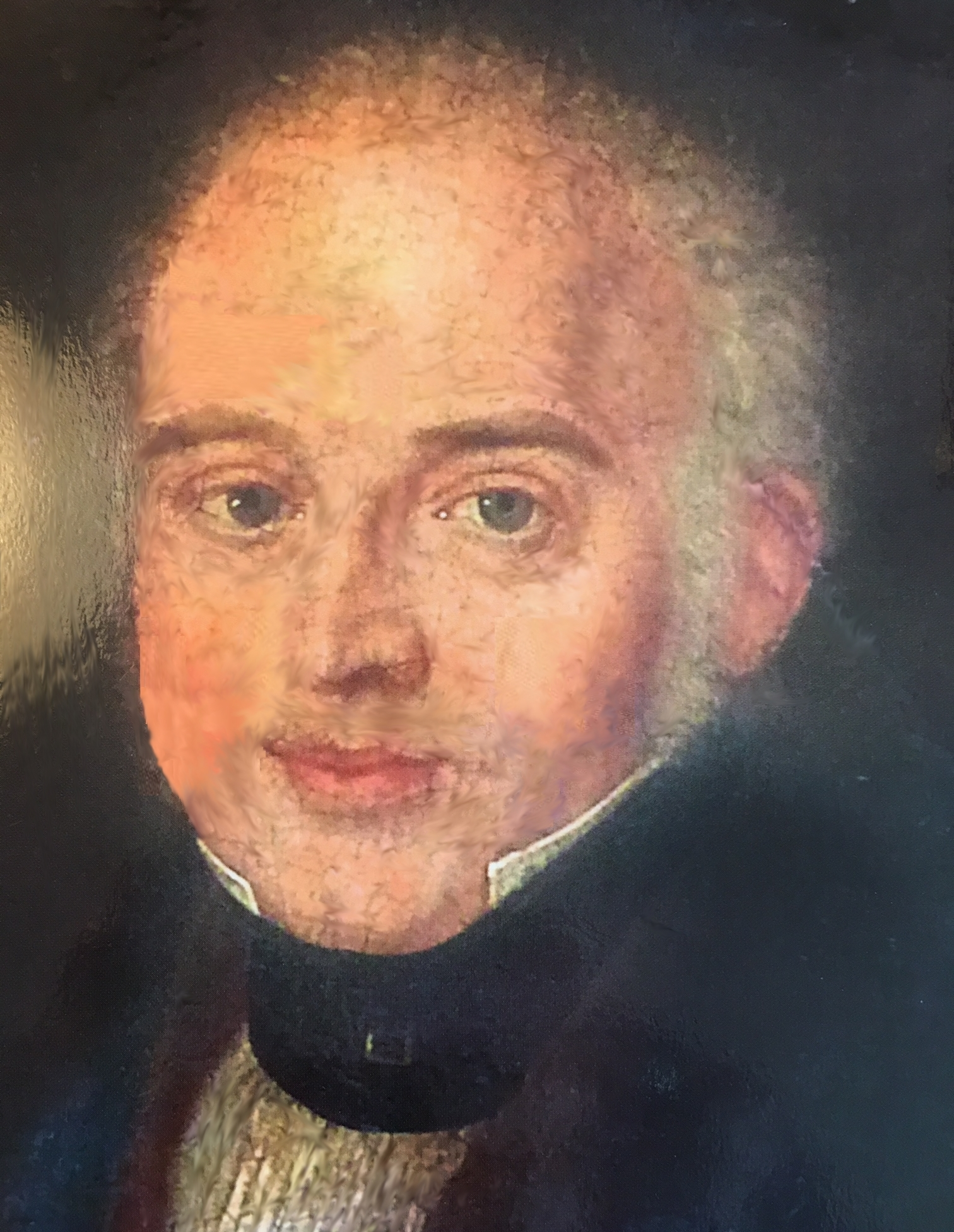
Franz Leopold Koch, Apotheker

Franz Leopold Koch (* 21. Juli 1782 in Erfurt; † 24. November 1850 in Orb) war ein deutscher Apotheker, Wohltäter, Begründer und Betreiber der ersten Badeanstalt in Orb.

## Leben, Familie
Franz Leopold Koch wurde als drittes von sechs Kindern des Kurmainzischen Kammerrates in Erfurt, Anton Karl Koch (* um 1740; † 4. September 1792) und dessen Ehefrau Sabine Franziska Weikard (* 4. Juni 1751; † 18. März 1793) geboren. Seine Mutter war eine Schwester des Arztes und Philosophen Melchior Adam Weikard sowie des Amtsvogtes und ersten Tiefbrunnenbohrers Georg Ignaz Weikard.
Bereits mit 10 Jahren verlor Koch seinen Vater und sechs Monate darauf auch die Mutter. Die Vormundschaft über den Waisen Franz Leopold und seine Geschwister übernahm das Ehepaar Schuch. Frau Schuch, geborene Merz, war eine Kusine der Waisen. 1794 kam Koch in den Haushalt seines Onkels, des Apothekers Balthasar Merz, der mit einer Schwester seiner Mutter verheiratet war. Dort in der Einhornapotheke in Hammelburg lernte er den Alltag eines Apothekerhaushaltes kennen und besuchte das Gymnasium.
Nach Beendigung des Gymnasiums 1797 begann er eine Apothekerlehre bei seinem Onkel Balthasar Merz. 1799, bereits als Apothekergehilfe, ging er nach Mergentheim, um in der Apotheke seines Cousins Heinrich Merz seine Ausbildung fortzusetzen. 1804 wechselte er in die Mohren-Apotheke im damals französischen Mainz. 1806 befand er sich wieder in Mergentheim und noch im gleichen Jahr siedelte er sich in Frankfurt/Main an. 1807 erhielt er das Provisorat in Orb, in der Filialapotheke Praetor von Aschaffenburg. 1809 erwarb er mit geliehenem Geld seines Cousins für 2.800 Taler das Privileg für diese Apotheke und ließ sich in Orb nieder.
Am 17. August 1813 heiratete Franz Leopold Koch mit 31 Jahren in Höchst am Main die zehn Jahre jüngere Anna Maria Blummer. Mit ihr hatte er sieben Kinder, von denen sechs das Erwachsenenalter erreichten. 1833 starb seine Frau Anna Maria. Franz Leopold Koch starb am 24. November 1850 in Orb.

## Berufliches und öffentliches Wirken

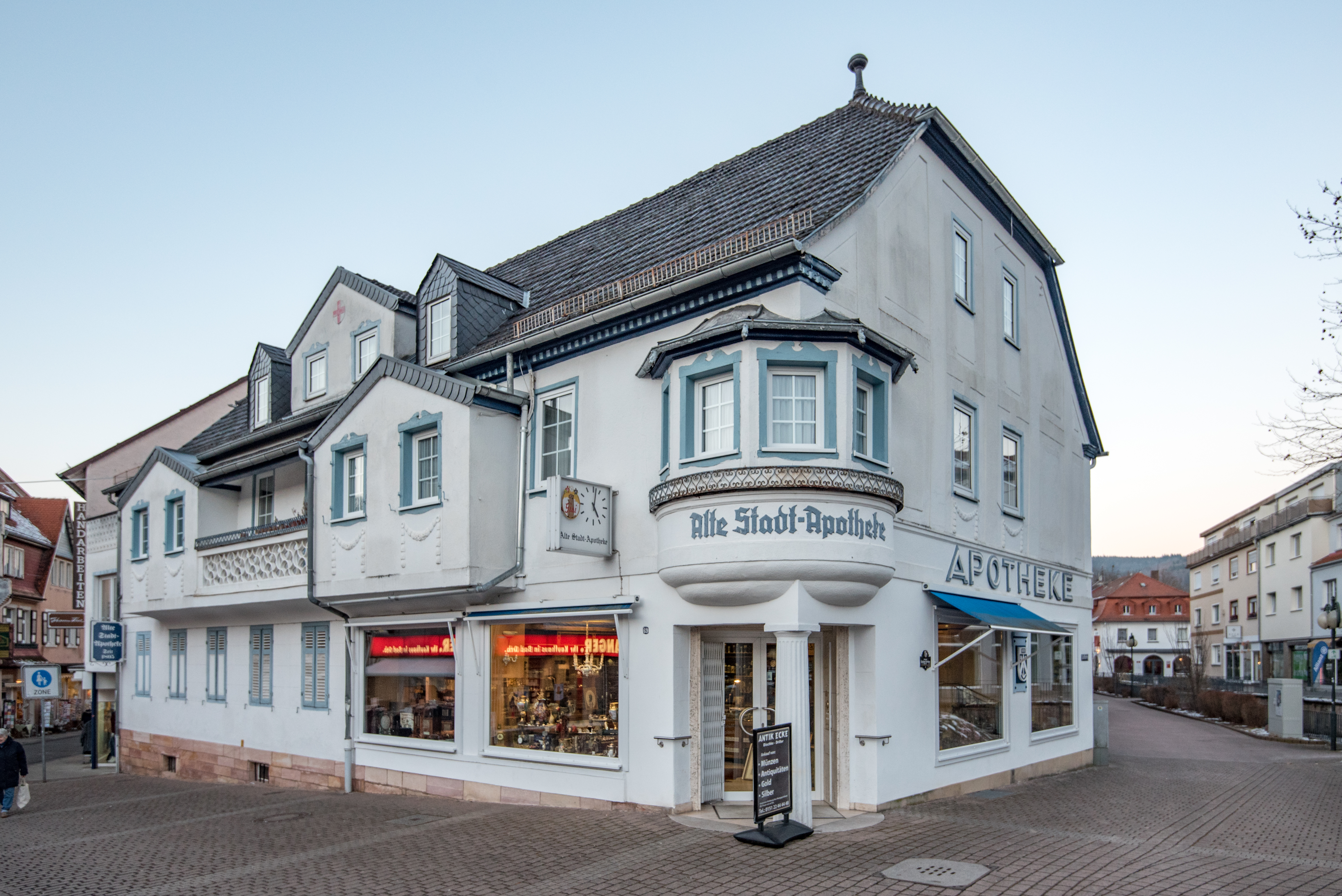
Ehemalige Koch‘sche Apotheke (Hauptstraße 69 in Bad Orb)

Schon kurz nach Erwerb des Apothekenprivilegs für Orb baute Koch 1811/12 im Stadtgraben eine neue, repräsentative Apotheke. Ein Gebäude, das immer noch als außergewöhnliches und bewundernswertes Baudenkmal der Zeit gilt. Diese Apotheke war zeitlebens Mittelpunkt aller seiner Aktivitäten. Die von Koch mit großer Sorgfalt und Engagement in seiner Apotheke ausgebildeten Lehrlinge erfreuten sich großer Anerkennung, wegen ihrer dort erworbenen Kenntnisse und Kompetenz. Einer von ihnen wurde sogar Leibapotheker von Muhammad Ali Pascha, des osmanischen Gouverneurs von Ägypten.
Sehr prägend für sein späteres Leben war ein schweres Gicht-Leiden, das ihn als jungen Mann befiel. Er konnte es damals durch eine Kur in Wiesbaden innerhalb von 14 Tagen heilen. Später, nach einem Rückfall, konnte er die Krankheit durch Selbstmedikation vollkommen ausheilen. Die an sich selbst dabei erfolgreich erprobten Mittel wandte er später auch kostenlos bei Bedürftigen an, die seine Apotheke besuchten. Immer wieder setzte Koch sich persönlich, aber auch mit eigenen Geldmitteln ein, um armen, kranken Zeitgenossen eine Behandlung zu finanzieren. „Ohne Studien der Arzneikunst, ohne Kenntnisse, als die durch sehr beschränkte Lektüre, ohne Erfahrung, und doch so glücklich!...“ erfüllte er sich, mit großem Erfolg, einen Kindheitstraum, kranken Menschen zu helfen und sie zu heilen; wegen des frühen Todes seines Vaters war ihm der Weg zum Arztberuf aus finanziellen Gründen versperrt.
In dieser Zeit, es waren die Jahre der napoleonischen Besatzung, bis etwa 1813, waren Kochs Kenntnisse der französischen Sprache für die Stadt Orb, mit ihren Einquartierungen fremder und durchziehenden Soldaten unverzichtbar.
Um die in Orb vorhandenen Solequellen auch für Heilzwecke zu nutzen, wie es in Brückenau und Kissingen geschah, beantragte er 1827 bei der Salinen-Verwaltung in München eine Genehmigung zur Errichtung einer Solebadeanstalt. Neun Jahre hartnäckigen Ringens mit der Behörde wurden nötig, um endlich einen positiven Bescheid zu erhalten. Auf seinem eigenen, seiner Apotheke benachbarten Grundstück baute er eine „Soolebadeanstalt“ – Mit acht Logierzimmern für die Gäste und acht Badekabinen eröffnete die Badeanstalt 1837. Das Bad entwickelte sich zu Lebzeiten von Koch nur sehr langsam. Es war dennoch der Beginn des Kurbetriebes in Orb, wenngleich noch gut 70 Jahre vergehen sollten, bis unter dem Kurdirektor Franz Josef Scherf, im Jahre 1909, dem Kurstädtchen Orb das Prädikat Bad verliehen wurde.

## Nachwirkungen

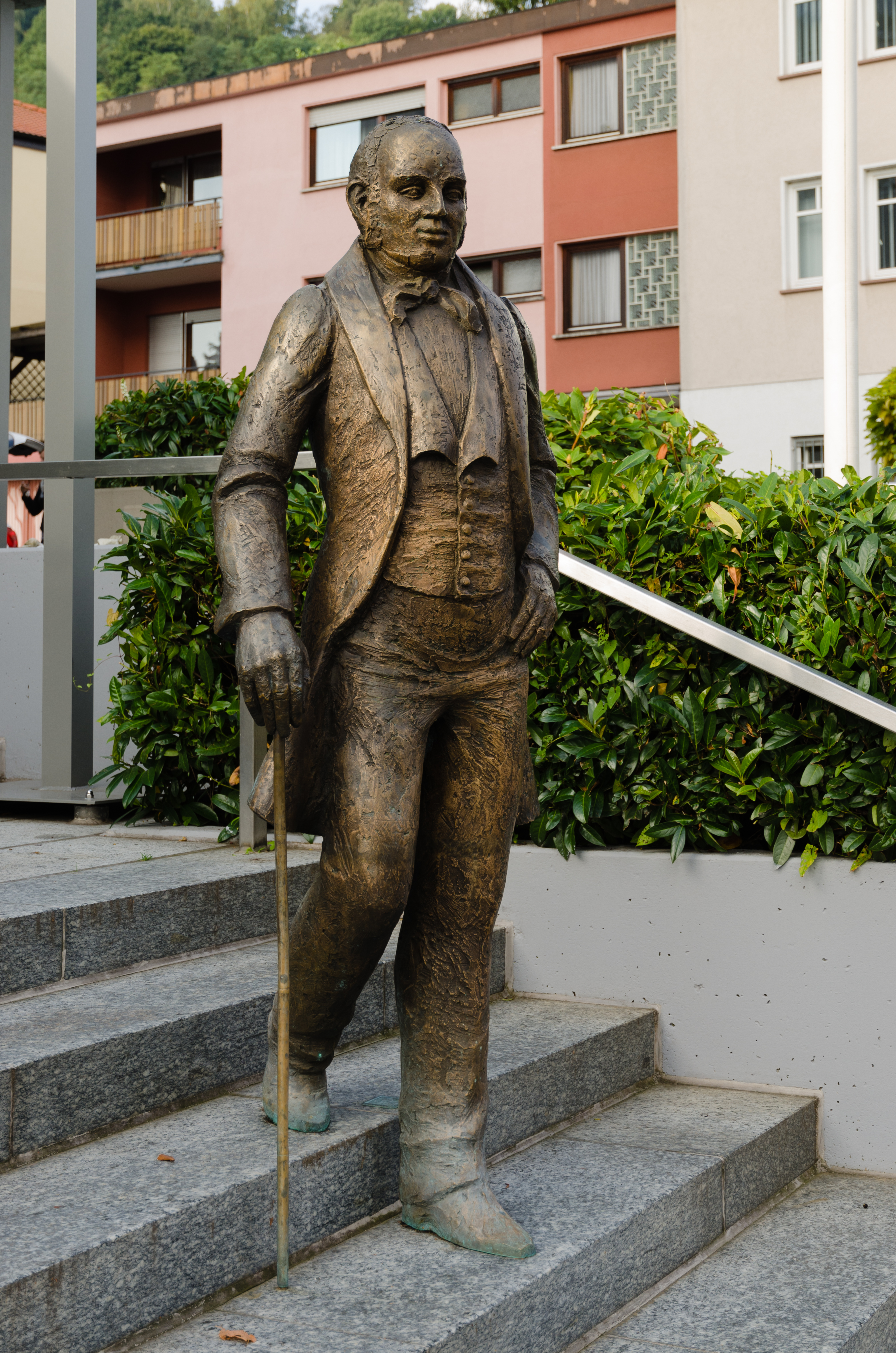
Denkmal Franz Leopold Kochs vor der Kreissparkasse in Bad Orb

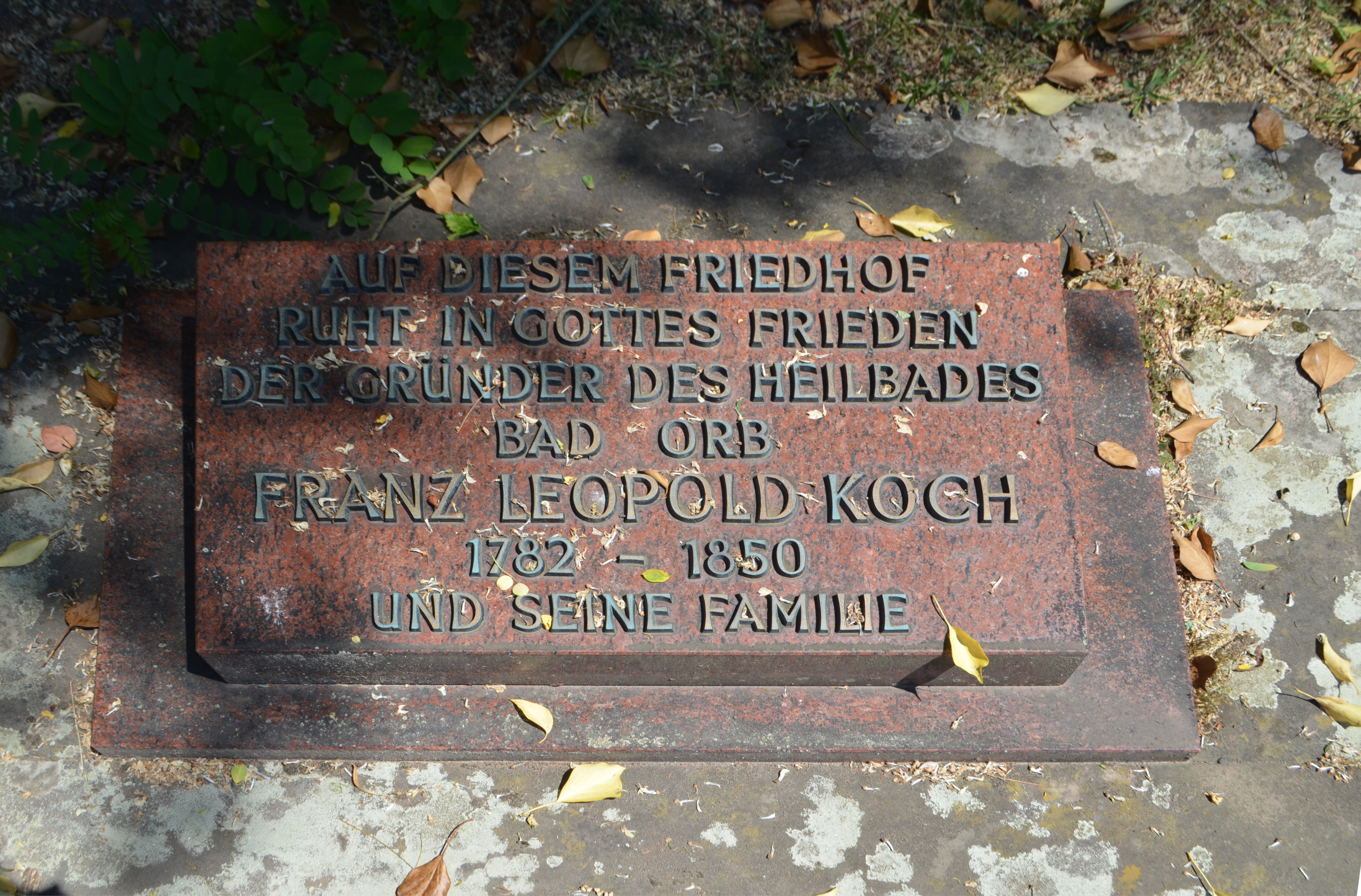
Gedenkstein für Franz Leopold Koch auf dem Friedhof Bad Orb

Knapp 50 Jahre nach Franz Leopold Koch setzte der Arzt Franz Josef Scherf die Initiative für den Badebetrieb in Orb mit großem Erfolg fort.
Die Stadt Bad Orb hat dem Andenken ihres berühmten Bürgers Franz Leopold Koch ein schönes Denkmal gesetzt: Es ist die „Leopold-Koch-Straße“. Sie führt an der Toskana-Therme (früher Leopold-Koch-Bad), dem Solebad der Stadt, vorbei. Zum anderen steht auf den Treppen der Kreissparkasse ein sehr lebendig wirkendes Denkmal von Franz Leopold Koch (von Christian Paschold).
Die Kochsche Apotheke ging auf den Sohn und schließlich auf den Enkel Hugo Koch über. Letzterer verkaufte sie 1872 an den Apotheker Siegmund Siebert. Sie blieb dann über vier Generationen, bis zum Jahr 2005 in dieser Familie.
Die ehemalige Koch‘sche Apotheke (Hauptstraße 69 in Bad Orb) steht als Kulturdenkmal unter Denkmalschutz.